# Oxycoleus clavipes
Oxycoleus clavipes är en skalbaggsart som beskrevs av Lacordaire 1869. Oxycoleus clavipes ingår i släktet Oxycoleus och familjen långhorningar. Inga underarter finns listade i Catalogue of Life.